# Jacopo Ammannati Piccolomini

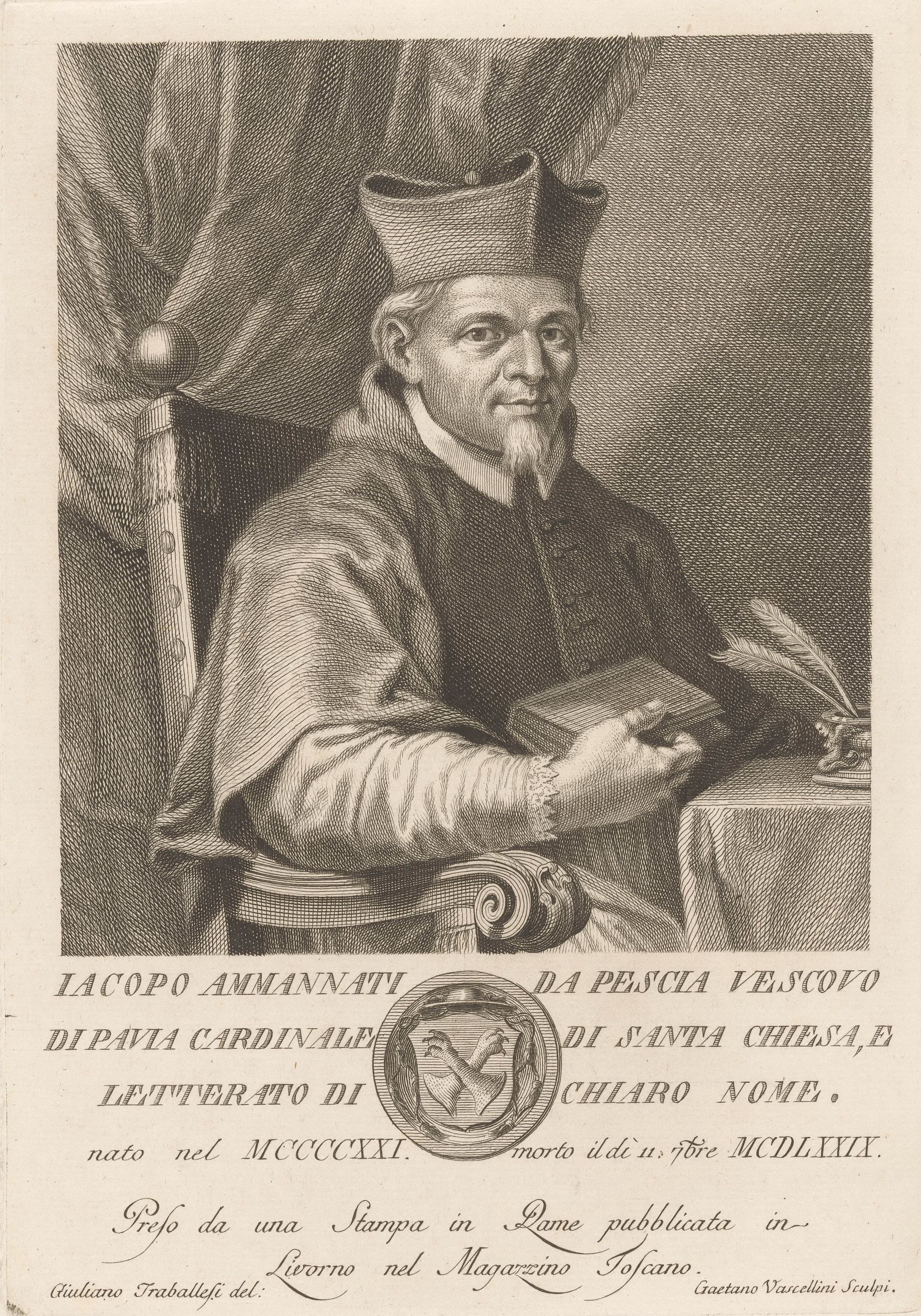
Kardinal Jacopo Ammannati Piccolomini (Barocke Darstellung, 2. Hälfte 18. Jahrhundert)

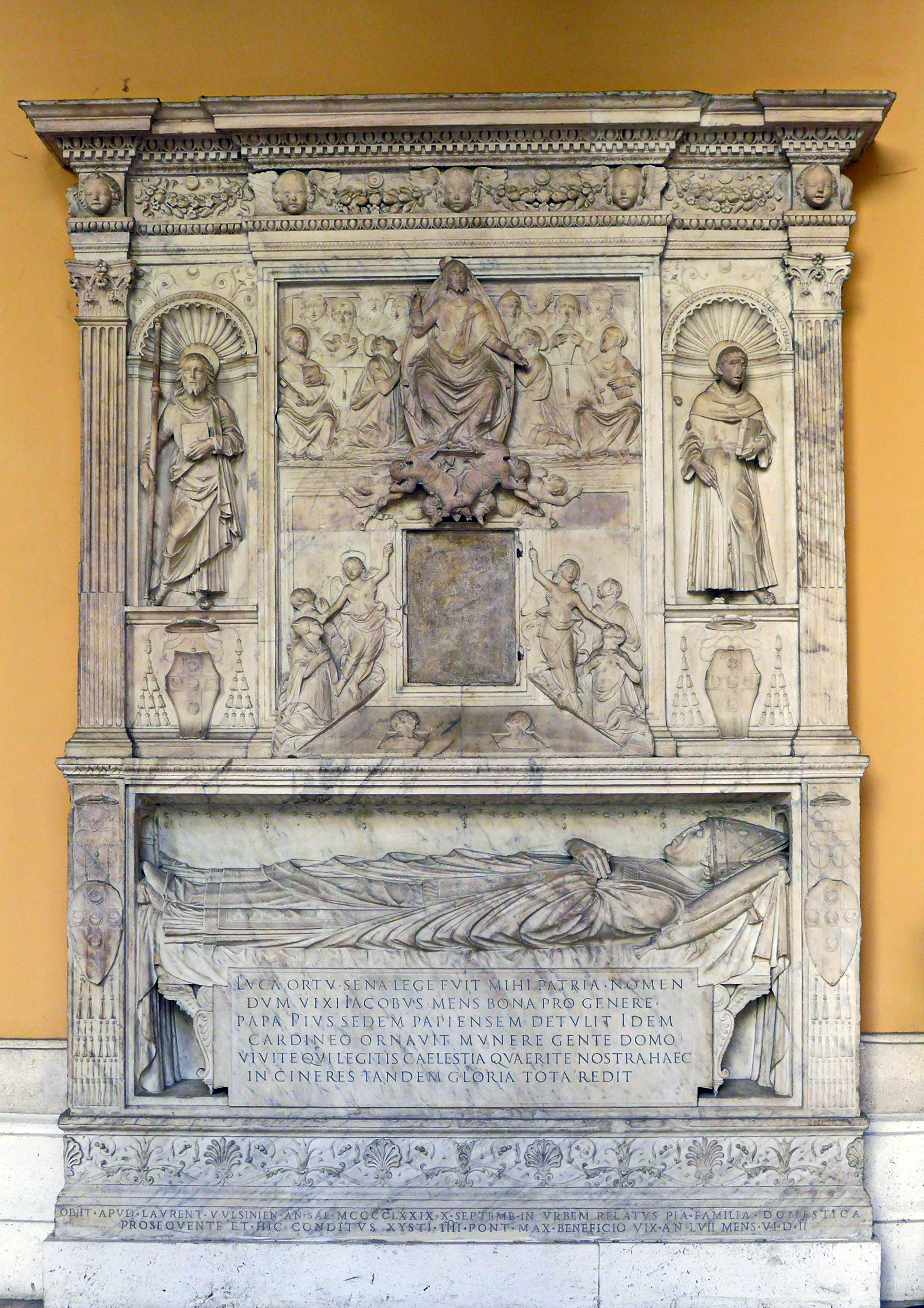
Grabmonument des Kardinals Ammannati Piccolomini

Jacopo Ammannati (auch Iacopo, seit seiner Aufnahme, um 1455, in die Familie des späteren Papstes Pius II. Jacopo Ammannati Piccolomini, auch bekannt als Giacomo Ammannati Piccolomini; * 8. März 1422 nahe Lucca; † 10. September 1479 in San Lorenzo nahe Bolsena) war ein italienischer Gelehrter und Kardinal der Renaissance.

## Leben
Jacopo wurde literarisch und theologisch ausgebildet. Unter Nikolaus V. ging er nach Rom. 1450 wurde er Privatsekretär des Kardinals Domenico Capranica, später bei Calixt III. Papst Pius II. ernannte ihn 1460 zum Bischof von Pavia und verlieh ihm am 18. Dezember 1461 das Kardinalat. Als Titelkirche wurde ihm San Crisogono zugewiesen. Am 17. August 1477 wurde er zum Kardinalbischof von Frascati erhoben.
Kardinal Ammannati war Freund von Studenten und Scholaren; Jacopo da Volterra war sein Sekretär. Er pflegte Freundschaften mit den Kardinälen Juan Carvajal, Bartolomeo Roverella und Bessarion.

## Werkausgaben
- Paolo Cherubini (Hrsg.): Iacopo Ammannati Piccolomini: Lettere (1444–1479). 3 Bände. Istituto Poligrafico  e Zecca dello Stato, Rom 1997, ISBN 88-7125-122-9 (kritische Edition)